# Лопатица (община Прилеп)
 Тази статия е за прилепското село.  За битолското вижте Лопатица (община Битоля).  
Лопатица (на македонска литературна норма: Лопатица) е село в южната част на Северна Македония, община Прилеп.

## География
Селото е разположено в Селечката планина, южно от град Прилеп.

## История
В XIX век Лопатица е българско село в Битолска кааза на Османската империя. Църквата „Свети Никола“ е възрожденска.
Според статистиката на Васил Кънчов („Македония. Етнография и статистика“) от 1900 година Лопатица има 210 жители, всички българи християни.
В началото на XX век българското население на селото е под върховенството на Българската екзархия. По данни на секретаря на екзархията Димитър Мишев („La Macédoine et sa Population Chrétienne“) през 1905 година в Лопатица има 200 българи екзархисти.
Според преброяването от 2002 година селото има 41 жители, всички северномакедонци.

## Личности
Родени в Лопатица
- Трайко Петрев, български революционер от ВМОРО, четник на Ванчо Сърбаков[4]